# Oscinella complicata
Oscinella complicata är en tvåvingeart som först beskrevs av Becker 1914.  Oscinella complicata ingår i släktet Oscinella och familjen fritflugor. Inga underarter finns listade i Catalogue of Life.